# Episodi di Law & Order - I due volti della giustizia (seconda stagione)
La seconda stagione della serie televisiva Law & Order - I due volti della giustizia, composta da 22 episodi, è stata trasmessa in prima visione negli Stati Uniti, sul canale NBC, dal 17 settembre 1991 al 12 maggio 1992. In Italia invece, gli episodi sono stati trasmessi in prima visione, saltuariamente e in disordine su Rai 2. In particolare, quattro episodi sono stati trasmessi dal 28 giugno al 1º luglio 1995, altri nove sono stati trasmessi dal 29 settembre al 15 dicembre 1996 e i restanti dal 19 gennaio al 23 febbraio 1997.
| nº | Titolo originale        | Titolo italiano         | Prima TV USA      | Prima TV Italia   |
| -- | ----------------------- | ----------------------- | ----------------- | ----------------- |
| 1  | Confession              | Addio Max               | 17 settembre 1991 | 28 giugno 1995    |
| 2  | The Wages of Love       | Il prezzo dell'amore    | 24 settembre 1991 | 30 giugno 1995    |
| 3  | Aria                    | Dietro le quinte        | 1º ottobre 1991   | 28 gennaio 1997   |
| 4  | Asylum                  | Un tetto sulla testa    | 8 ottobre 1991    | 12 gennaio 1997   |
| 5  | God Bless the Child     | Dio salvi la bambina    | 22 ottobre 1991   | 10 novembre 1996  |
| 6  | Misconception           | Un'errata valutazione   | 29 ottobre 1991   | 2 febbraio 1997   |
| 7  | In Memory Of            | Trent'anni dopo         | 5 novembre 1991   | 13 novembre 1996  |
| 8  | Out of Control          | Fuori da ogni controllo | 12 novembre 1991  | 29 giugno 1995    |
| 9  | Renunciation            | L'inganno               | 19 novembre 1991  | 23 ottobre 1996   |
| 10 | Heaven                  | Incendio a New York     | 26 novembre 1991  | 1º luglio 1995    |
| 11 | His Hour Upon the Stage | La sua ora sulla scena  | 10 dicembre 1991  | 12 febbraio 1997  |
| 12 | Star Struck             | Si è spenta una stella  | 7 gennaio 1992    | 29 settembre 1996 |
| 13 | Severance               | Delitto su commissione  | 14 gennaio 1992   | 15 dicembre 1996  |
| 14 | Blood is Thicker...     | Vincoli di sangue       | 4 febbraio 1992   | 3 novembre 1996   |
| 15 | Trust                   | Gioco pericoloso        | 11 febbraio 1992  | 17 novembre 1996  |
| 16 | Vengeance               | La vendetta             | 18 febbraio 1992  | 23 febbraio 1997  |
| 17 | Sisters of Mercy        | L'ultima spiaggia       | 3 marzo 1992      | 11 novembre 1996  |
| 18 | Cradle to Grave         | Deliberata negligenza   | 31 marzo 1992     | 13 febbraio 1997  |
| 19 | The Fertile Fields      | Una grande paura        | 7 aprile 1992     | 23 gennaio 1997   |
| 20 | Intolerance             | Intolleranza            | 14 aprile 1992    | 1º dicembre 1996  |
| 21 | Silence                 | Ricattatori             | 28 aprile 1992    | 16 febbraio 1997  |
| 22 | The Working Stiff       | Imparzialità            | 12 maggio 1992    | 24 novembre 1996  |

## Addio Max
- Titolo originale: Confession
- Diretto da: Fred Gerber
- Scritto da: Michael Duggan e Robert Palm

### Trama
Il sergente Greevey viene ucciso davanti a casa sua; ad assistere all'omicidio è sua moglie che era al telefono con Logan. Logan si affianca al nuovo detective Phil Cerreta: loro sospettano che il figlio di uno dei giurati in cui Greevey doveva testimoniare al processo, non aveva tenuto il segreto sugli atti processuali; durante l'arresto Logan commette un errore.
- Nota. Prima apparizione per Paul Sorvino, nel ruolo del sergente Phil Cerreta.
- Nota. Prima apparizione anche per Carolyn McCormick, nel ruolo della dottoressa Elizabeth Olivet.
- Nota. In questo episodio il sergente Max Greevey viene ucciso. Inoltre il personaggio non viene interpretato dal solito attore, bensì da un attore sconosciuto visto da un'ombra di una finestra, in quanto George Dzundza, l'interprete ufficiale di Max Greevey, aveva già abbandonato la serie nella stagione precedente.
- Nota. L'attrice Karen Shello interpreta per la prima e unica volta la moglie di Max Greevey, Marie.
- Nota. Max Greevey è stato il primo personaggio del cast a morire nella serie. Gli altri sono stati: l'assistente del procuratore Claire Kinkaid e l'assistente del procuratore Alexandra Borgia. Gli altri personaggi invece sono usciti di scena normalmente come ad esempio Mike Logan, Lennie Briscoe, Paul Robinette, Adam Schiff e Ben Stone.
- Nota. Questo episodio è basato sul caso di Oreste Fulminante, che nel 1982 fu accusato dell'omicidio della sua figliastra, fu costretto a confessare l'omicidio e in carcere conobbe un suo compagno di cella che in realtà era un informatore dell'FBI.
- Nota. Il titolo originale dell'episodio Confession è stato utilizzato anche nel secondo episodio della decima stagione del primo spin-off Law & Order - Unità vittime speciali. A differenza di "Addio Max", il titolo italiano dell'episodio spin-off è Confessioni.
- Nota. Nell'episodio della diciottesima stagione L'unico grande amore viene rivelato che la Olivet ha avuto una relazione con Logan durante le sedute di terapia.

## Il prezzo dell'amore
- Titolo originale: The Wages of Love
- Diretto da: Ed Sherin
- Scritto da: Ed Zuckerman e Robert Nathan

### Trama
Logan e Cerreta indagano sul duplice omicidio di una coppia, cioè un uomo con la sua giovane amante, e i sospetti si concentrano sull'ex moglie dell'uomo e sull'ex fidanzato della sua amante. Quest'ultimo infatti viene arrestato, ma procedendo con l'istruttoria del processo Stone e Robinette cominciano a dubitare della sua colpevolezza.
- Nota. Questo episodio segna la prima apparizione della serie per Jerry Orbach che interpreta l'avvocato difensore. In seguito l'attore tornerà nella serie nel ruolo del detective Lennie Briscoe, sostituendo Paul Sorvino.
- Nota. Altri due personaggi ricorrenti fanno la loro prima apparizione in questo episodio cioè Christine Farrell nel ruolo del tecnico forense Arlene Shrier e Joan Copeland nel ruolo del giudice Rebecca Stein.
- Nota. Questo episodio è basato sul caso di Betty Broderick che nel 1989 uccise il suo ex marito con la sua seconda moglie con un revolver. Per questo la Broderick si dichiarò colpevole di due capi d'accusa per omicidio di secondo grado e fu condannata a 32 anni di reclusione.

## Dietro le quinte
- Titolo originale: Aria
- Diretto da: Don Scardino
- Scritto da: Michael S. Chernuchin e Christine Roum

### Trama
Una giovane attrice muore per aver ingerito delle droghe; indagando, Logan e Cerreta scoprono che la madre costringeva la figlia a fare l'attrice hard e che ciò aveva portato al suicidio della ragazza. Stone invece cerca di dimostrare la colpevolezza della donna.
- Nota. Questa è la prima apparizione nella serie per Tovah Feldshuh, interprete dell'avvocato difensore Danielle Melnick.
- Nota. Quando l'episodio venne girato, Maura Tierney era sconosciuta al pubblico, ma in seguito divenne famosa nel ruolo di Abby Lockhart nella serie E.R. - Medici in prima linea, ma nel 2024 torna a Law & Order al posto di Camryn Manheim, nel ruolo di Jessica Brady.
- Nota. In questo episodio apprendiamo che il sergente Phil Cerreta e sua moglie Elaine hanno cinque figli.
- Nota. L'attore William Severs è accreditato come Judge Freitag, ma la targa mostrata riporta il nome del suo personaggio come Henry Filmore.
- Nota. Questo episodio è basato sulla morte dell'attrice Marilyn Monroe, avvenuta il 5 agosto 1962 nella sua abitazione a Los Angeles, dovuta all'overdose di barbiturici.

## Un tetto sulla testa
- Titolo originale: Asylum
- Diretto da: Kristoffer Tabori
- Scritto da: Robert Palm e Kathy McCormick

### Trama
Un uomo viene ucciso a pugnalate fuori da un bar, mentre la fidanzata comprava il caffè. Oltre alla fidanzata ci sono altri due testimoni della vicenda, tra cui un senzatetto che afferma di aver ucciso l'uomo, ma il caso è messo in pericolo da Logan e Cerreta, perché trovano l'arma del delitto, senza il mandato di Stone.
- Nota. Questo episodio è basato sul caso di Theodore Genovese, ucciso da un senzatetto di nome David Mooney nel 1987. L'uomo si è dichiarato colpevole di omicidio di secondo grado ed è stato condannato a 27 anni di reclusione.

## Dio salvi la bambina
- Titolo originale: God Bless the Child
- Diretto da: E.W. Swackhamer
- Scritto da: David Black e Robert Nathan

### Trama
Logan e Cerreta indagano sulla morte di una bambina di cinque anni. Dietro alla sua morte ci sono le convinzioni religiose dei genitori, che avevano rifiutato le cure mediche tradizionali. Questi ultimi vengono processati, ma i detective scoprono che non è la prima volta che, nella stessa famiglia, muore un bambino, infatti il nonno paterno della bambina era morto per la stessa malattia anni prima.
- Nota. Prima apparizione per l'attrice Susan Blommaert nel ruolo del giudice Rebecca Steinman.
- Nota. Prima apparizione televisiva per l'attrice Michelle Trachtenberg, anche se in questo episodio non è stata accreditata.
- Nota. Questo episodio è basato sul caso di Alex Dale Norris, un bambino di 4 anni, che nel febbraio 1989 cominciò a lamentare febbre e congestione. Il bambino fu unto con l'olio santo e i membri della congregazione della Chiesa pregarono 46 giorni per Alex, ma il 15 aprile il piccolo morì per un'infezione polmonare facilmente curabile con gli antibiotici. Nessuno fu condannato per la vicenda.

## Un'errata valutazione
- Titolo originale: Misconception
- Diretto da: Daniel Sackheim
- Scritto da: Michael S. Chernuchin e Michael Duggan

### Trama
Una segretaria di uno studio legale, incinta di pochi mesi, viene aggredita provocando la perdita del bambino, Logan e Cerreta scoprono che non è tutto come sembra, e sospettano sia del suo fidanzato sia del suo capo i quali volevano che lei abortisse.
- Nota. Questo episodio è basato sul caso di Maria Flores, una donna che nel 1989 fu aggredita brutalmente dal suo capo, facendole perdere il bambino. L'uomo fu riconosciuto colpevole di tentato omicidio e non di omicidio di secondo grado e fu condannato a 15 anni di prigione.

## Trent'anni dopo
- Titolo originale: In Memory Of
- Diretto da: Ed Sherin
- Scritto da: David Black, Robert Nathan (accreditato come Robert Stuart Nathan) e Shobban Byrne

### Trama
Alcuni resti di un ragazzo scomparso trenta anni prima vengono trovati durante il restauro di un edificio. Logan e Cerreta riaprono allora il caso, interrogando la madre e i proprietari del palazzo.
- Nota. Quest'episodio è basato sul caso di George Franklin. Durante una sessione di ipnosi nei primi anni' 90, la figlia di George, Eileen Franklin-Lipster, affermò in stato di trance che suo padre aveva assassinato Susan Nasan, la sua migliore amica, descrivendo le modalità dell'omicidio in base a ricordi repressi. L'uomo fu inizialmente condannato per omicidio di primo grado e in seguito la figlia fu  ipnotizzata di nuovo, prima che si rendesse conto di ciò che ricordava. Quando gli investigatori si resero conto che i ricordi di Eileen corrispondevano a errati racconti di giornali piuttosto che alla vera serie di eventi, la condanna di suo padre fu ribaltata.
- Nota. Anche il primo episodio della terza stagione di Law & Order - Unità vittime speciali intitolato Redenzione tratta la memoria repressa e gli effetti dannosi dell'ipnosi.
- Nota. Questo episodio è stato successivamente adattato alla serie Law & Order: UK nell'episodio della prima stagione Sepolto.

## Fuori da ogni controllo
- Titolo originale: Out of Control
- Diretto da: John P. Whitesell II
- Scritto da: David Black, Robert Nathan e Jack Richardson

### Trama
Una ragazza sostiene di essere stata stuprata da un gruppo dopo una festa di Halloween. I detective interrogano gli invitati alla festa, ma restano dubbi sullo svolgimento dei fatti e sull'attendibilità della versione della ragazza.
- Nota. Questo episodio è basato su un caso di stupro alla St. John's University di Collegeville, a New York. Tre giocatori di basket nell'università sono stati processati per violenza sessuale contro una studentessa di 21 anni del campus del Queens. Poi, il 23 luglio 1991, i tre giocatori sono stati prosciolti dalle accuse, provocando reazioni e polemiche nella comunità.
- Nota. Questa è la prima volta che vediamo una scena ambientata nella cella d'attesa e la stanza in cui vengono scattate le foto segnaletiche.

## L'inganno
- Titolo originale: Renunciation
- Diretto da: Gwen Arner
- Scritto da: Michael S. Chernuschin

### Trama
Un uomo viene investito da una macchina in corsa mentre stava passeggiando con il suo cane. Logan e Cerreta scoprono che la moglie aveva una relazione con uno dei suoi studenti e pensano che la donna abbia manipolato quest'ultimo per far uccidere il marito.
- Nota. Questo episodio è ispirato al caso di Pamela Stuart, che nel 1990 manipolò il suo amante William Flynn detto Bill per uccidere suo marito, Gregory Smith, promettendogli di stare insieme per sempre. Flynn, aiutato dai suoi amici Patrick Randall e Vince Lattime Jr., uccise Gregory inscenando una rapina. Tutti e tre testimoniarono a favore della donna, soprannominata La Principessa di Ghiaccio. Ma alla fine la Stuart venne dichiarata colpevole per omicidio di primo grado, cospirazione per commettere omicidio e manipolazione di testimoni nel New Hampshire.
- Nota. L'attore Donald Corren appare per la prima volta in un episodio della serie. In seguito apparirà in diversi episodi anche negli spin-off del franchise.

## Incendio a New York
- Titolo originale: Heaven
- Diretto da: Ed Sherin
- Scritto da: Nancy Ann Miller

### Trama
In un night-club è scoppiato un incendio dove muoiono 53 persone soprattutto straniere. Logan e Cerreta interrogano i sopravvissuti e individuano una possibile pista che porta a un ex cliente del locale. Però Stone cerca di far condannare il proprietario del night-club rivale.
- Nota. Quest'episodio è ispirato al caso dell'incendio doloso del The Happy Land Social Club. L'incendio provocò 87 morti e fu appiccato il 25 marzo 1990 dal rifugiato cubano Julio Gonzalez con un gallone di benzina. L'uomo, riconosciuto colpevole di tutte le accuse, fu condannato dai 25 anni all'ergastolo e morì in prigione a Plattsburgh per un attacco di cuore, il 13 settembre 2016, all'età di 61 anni.

## La sua ora sulla scena
- Titolo originale: His Hour Upon the Stage
- Diretto da: Steve Cohen
- Scritto da: Robert Nathan e Giles Blunt

### Trama
Il ritrovamento di un cadavere viene messo in relazione a un attore di Broadway, scomparso cinque anni prima. L'uomo, dopo essere stato ucciso, è stato messo a congelare. Logan e Cerreta mettono in dubbio che l'omicidio sia stato commesso per un traffico di droga.
- Nota. Questo episodio è ispirato al caso di Roy Radin. Roy Radin era un grande produttore teatrale e il 13 maggio 1983 scomparve in circostanze misteriose e circa un mese dopo, il suo corpo fu trovato in un canyon, colpito ripetutamente alla testa e con un candelotto di dinamite messo in bocca. L'omicidio era stato ideato da Karen Greenberger, che fu condannata per omicidio di secondo grado e rapimento di secondo grado.[26]
- Nota. L'attrice Francine Beers fece la sua prima apparizione della serie, interpretando il giudice Janis Silver.

## Si è spenta una stella
- Titolo originale: Star Struck
- Diretto da: Ed Sherin
- Scritto da: David Black, Alan Gelb, Robert Nathan e Sally Nemeth

### Trama
Una delle protagoniste di una soap opera viene trovata in fin di vita con il cranio fracassato. Logan e Cerreta arrestano un suo fan che la infastidiva da tempo. Lui si difende da solo, adducendo l'infermità mentale, nonostante Stone e Robinette cerchino di incriminarlo.
- Nota. Questo episodio è basato su tre casi di stalking:

1. Il primo è di Rebecca Schaeffer, nota per aver interpretato Patti Russell nella sitcom Mia sorella Sam, che venne trovata morta nella sua abitazione, a West Hollywood. Per il suo omicidio fu condannato all'ergastolo Robert John Bardo, un suo fan stalker. Questa storia è stata successivamente riportata nel libro La vera storia di Law & Order pubblicato nel 2006.
2. Il secondo caso invece è di Theresa Saldana, nota per aver interpretato Rachel Scali (la moglie di Tony Scali) nella serie Il commissario Scali e Lenora Lamotta nel film Toro scatenato. La donna venne quasi uccisa da un vagabondo scozzese, Arthur Richard Jackson, da dieci coltellate al tronco, l'uomo fu accusato del tentato omicidio, ma venne dichiarato non colpevole per responsabilità ridotta e morì d'infarto nel 2004 all'età di 68 anni.
3. Il terzo caso è di Andrea Evans, nota per aver interpretato Tina Lord nella soap opera Una vita da vivere, che lasciò il pubblico per quasi un decennio per sfuggire a un persecutore ostinato a ucciderla negli studi ABC.

- Nota. L'uomo che nell'episodio viene accusato del tentato omicidio di un'attrice menziona John Hinkley. Quest'ultimo era ossessionato dall'attrice Jodie Foster, da quando l'aveva vista nel film del 1976 Taxi Driver dove interpretava una giovane prostituta. Il 30 marzo 1981 Hinkley tentò di assassinare il presidente Ronald Reagan e altre tre persone. Riconosciuto e dichiarato malato di mente, fu ricoverato in un istituto psichiatrico fino al 2016. Attualmente vive con sua madre.

## Delitto su commissione
- Titolo originale: Severance
- Diretto da: James Frawley
- Scritto da: Michael Duggan e William N. Fordes

### Trama
Due uomini vengono uccisi. Logan e Cerreta scoprono che i due avevano assistito all'omicidio di una donna che collaborava con l'FBI per incastrare un truffatore. Quando l'assassino è stato arrestato, il corpo della donna non venne trovato, e per Stone è difficile collegare il caso a quello del truffatore, del presunto killer e del presunto mediatore.
- Nota. Questo episodio è basato sul caso dei tre tecnici della CBS (Leo Kuranuki, Robert Schulze ed Edward Benfordpersone) che nel 1982 vennero uccisi da un uomo con un passamontagna in volto. Stando alla ricostruzione della polizia, i tre tecnici sorpresero l'uomo mentre stava caricando una donna in un furgone bianco e cercarono di intervenire, ma l'uomo uccise i tre tecnici con un colpo di pistola in testa ciascuno. In seguito la polizia trovò il cadavere della donna e lo identificò come Margaret Barbera, una collaboratrice di giustizia che doveva testimoniare per un'indagine di frode. Anche la Barbera venne uccisa con un proiettile in testa. Le indagini della polizia portarono a capire che l'uomo con il passamontagna era il criminale Donald Nash, che venne arrestato e condannato per gli omicidi.[27]
- Nota. A differenza della maggior parte degli episodi, questo episodio non termina con il processo, ma mostra un dialogo tra Arthur Gold, Benjamin Stone e Paul Robinette sugli scalini del tribunale.
- Nota. Il vecchio rivale di Stone, Arthur Gold, appare per la prima volta in un episodio della serie. In seguito apparirà in alcuni episodi della stessa serie.
- Nota. Prima apparizione nella serie per l'attore David Rosenbaun, nel ruolo del giudice Alan Berman.

## Vincoli di sangue
- Titolo originale: Blood Is Tracker...
- Diretto da: Peter Levin
- Scritto da: Ed Zuckerman

### Trama
Dietro l'omicidio di una giovane sposa dell'alta società pare esserci una tentata rapina. Ma durante le indagini Logan e Cerreta scoprono che la donna aveva avuto una relazione extraconiugale. Il marito diventa il principale sospettato, ma sua madre è disposta a tutto per salvare suo figlio dalla condanna. Invece, per Stone è una preziosa spilla che viene tramandata di generazione in generazione la chiave per la risoluzione del caso.
- Guest star: Jude Ciccolella (Morgan).

- Nota. In questo episodio si scopre che il detective Tony Profaci si è sposato con una donna di nome Shirley.
- Nota. Il titolo dell'episodio Blood Is Tracker... fa riferimento al forte legame familiare tra Barbara Ryder e suo figlio Jonathan.

## Gioco pericoloso
- Titolo originale: Trust
- Diretto da: Daniel Sackheim
- Scritto da: Renè Balcer e Michael Duggan

### Trama
Un ragazzo viene trovato morto in una zona abbandonata, ucciso da dei colpi di pistola. Logan e Cerreta rintracciano subito il proprietario dell'arma, il cui figlio era amico della vittima. Quando viene interrogato, il ragazzo confessa subito di aver sparato un colpo accidentalmente, uccidendo il suo amico e di non aver nascosto la circostanza al padre, ma questa storia fa acqua da tutte le parti non solo ai detective, ma anche a Stone e Robinette.
- Nota. In questo episodio fa la sua prima apparizione nella serie l'attore Lee Sherman nel ruolo del giudice Joseph Gannah, lo stesso ruolo che interpreterà nell'episodio della terza stagione Lavoro nero. In seguito interpreterà altri personaggi nella serie.
- Nota. Anche l'attore Ben Hammer fa la sua prima apparizione nella serie, ma nel ruolo del giudice Frank Markman. Tornerà nella serie nel ruolo del giudice Herman Mooney in altri episodi.
- Nota. Questo episodio è basato sul caso Rod Matthews, un ragazzo che appena quattordicenne uccise il suo amico il 20 novembre 1986, nel Massachusetts. Il ragazzo è stato condannato dai 25 anni all'ergastolo.

## La vendetta
- Titolo originale: Vengerance
- Diretto da: Daniel Sackheim
- Scritto da: Michael S. Chernuchin, Peter S. Greenberg e Renè Balcer

### Trama
Quando una ragazza viene trovata morta nell'ascensore del suo palazzo, Logan e Cerreta cercano di collegare il delitto ad altri due che sembrano essere l'opera di un serial killer. Quando quest'ultimo viene arrestato, i genitori di una delle tre vittime vuole che l'uomo venga condannato a morte nel suo stato d'origine, cioè il Connecticut, ma Stone e Robinette vogliono farlo processare a New York.
- Nota. Questo episodio è basato sul caso del serial killer Albert De Salvo detto Lo Strangolatore di Boston che uccise 13 persone tra il 1962 e il 1964, fu condannato all'ergastolo, poi fuggì insieme ad altri due detenuti. Nuovamente catturato, venne trasferito nel penitenziario di massima sicurezza di Walpole dove, 6 anni dopo, venne ucciso a pugnalate nell'infermeria, da ignoti.
- Nota. L'episodio La vendetta si riferisce al padre di una delle vittime che vuole farlo processare nel Connecticut, dove esisteva ancora la pena di morte.
- Nota. Questo è il primo episodio in cui il capitano Donald Cragen partecipa con i suoi uomini all'interrogatorio di un sospettato.
- Nota. Questa è la prima apparizione dell'attore Roger Serbagi nel ruolo del giudice Robert Quinn.
- Nota. In questo episodio, l'attore James Rebhorn interpreta il ruolo di un serial killer. L'attore apparirà altre sei volte nella serie, interpretando un medico in un episodio e l'avvocato difensore Charles Garnett negli altri cinque.
- Nota. Fred J. Scollay interpreta il giudice Barsky, ma sulla sua targhetta c'è scritto giudice Warren Pursley.

## L'ultima spiaggia
- Titolo originale: Sisters of Mercy
- Diretto da: Fred Gerber
- Scritto da: Renè Balcer e Robert Palm

### Trama
Due giovani tossicodipendenti in cura presso un centro di riabilitazione accusano una suora di aver molestato uno di loro. All'inizio, la versione sembra incredibile, poi però Logan e Cerreta trovano indizi che la supportano.
- Nota. L'attore William H. Macy appare per la seconda e ultima volta nella serie nel ruolo del direttore del centro per tossicodipendenti. In precedenza era apparso in un episodio della prima stagione intitolato Un episodio di corruzione nel ruolo dell'assistente del procuratore.
- Nota. Questo episodio è basato su uno scandalo riguardante il sacerdote Bruce Ritter, accusato di aver avuto rapporti sessuali con alcune donne e costretto a dimettersi da Covenant House, associazione da lui fondata. Il sacerdote morì il 7 ottobre del 1999, all'età di 72 anni.

## Deliberata negligenza
- Titolo originale: Cradle to Grave
- Diretto da: James Frawley
- Scritto da: Robert Nathan e Sally Nemeth

### Trama
Un neonato viene abbandonato in ospedale, ma era già morto assiderato. La madre viene rintracciata e subito Logan e Cerreta pensano che sia stata una negligenza. Poi, però si scopre che la caldaia dell'edificio in cui la donna e il bambino vivevano, occasionalmente veniva spenta anche se era funzionante. Per questo, Stone e Robinette decidono così di incriminare la donna.
- Nota. Gli attori Richard Bright e Rocco Sisto appaiono per la prima volta in un episodio della serie. Entrambi gli attori sono apparsi oltre a questa serie anche nelle altre serie del franchise.
- Nota. Questo episodio è stato successivamente adattato nel primo episodio della prima stagione di Law & Order: UK dal titolo Cure.
- Nota. Questo episodio è basato su due casi: il primo è il caso Brittany Eichelberger, che aveva abbandonato sua figlia di 4 anni clinicamente morta. Al termine della vicenda giudiziaria, la donna è stata dichiarata non colpevole. Il secondo caso invece è di Leona Helmsey che è stata accusata di evasione fiscale e condannata a 16 anni di carcere federale, pena poi ridotta a 2 anni. Morì il 20 agosto 2007, all'età di 87 anni, nel suo appartamento nel Connecticut per insufficienza cardiaca.

## Una grande paura
- Titolo originale: The Fertile Fields
- Diretto da: Ed Sherin
- Scritto da: Renè Balcer e Michael S. Chernuchin

### Trama
Logan e Cerreta indagano sull'omicidio di un commerciante di diamanti ebreo che è stato picchiato a morte e bruciato. I due sospettano prima dei quattro ragazzi neri che sono amici del figlio della vittima, ma le implicazioni razziali dell'indagine rendono il caso difficile, fino a quando non scoprono che il fratello della vittima aveva pessimi rapporti con lui.
- Nota. Questo episodio è ispirato ai Disordini di Crown Heigh avvenuti tra il 19 e il 21 agosto 1991 proprio in quella zona, provocando 2 morti tra cui un bambino di immigranti guyanesi e un ebreo ortodosso australiano, oltre a molti feriti e 129 arrestati. La rivolta è avvenuta per il rinvio delle elezioni sindacali che si sarebbero comunque tenute due anni dopo.
- Nota. Anche l'episodio della quarta stagione Le radici dell'odio è basato su quella rivolta.
- Nota. Prima apparizione della serie e del franchise per Leslie Hendrix, nel ruolo del medico legale Elizabeth Rodgers.

## Intolleranza
- Titolo originale: Intollerance
- Diretto da: Steven Robman
- Scritto da: Robert Nathan e Sally Nemeth

### Trama
Logan e Cerreta indagano sull'omicidio di uno studente cinese, ma pensano che si sia trattato di un regolamento di conti tra bande rivali. Dietro l'omicidio però c'è la famiglia di un altro studente, con cui la vittima era in competizione per un prestigioso premio.
- Nota. Questo episodio è basato sul caso di Wanda Halloway, una mamma texana che nel 1991 chiese a suo cognato di assumere un killer per uccidere la madre di una ragazza, che gareggiava con sua figlia per un posto della stessa squadra di cheerleader del Texas. In seguito fu giudicata colpevole per tentata cospirazione per commettere un omicidio e condannata a 10 anni di prigione, anche se scontò solo sei mesi per poi essere rilasciata.
- Nota. Questa è la prima volta che il vice procuratore distrettuale Ben Stone ordina un miso.

## Ricattatori
- Titolo originale: Silence
- Diretto da: Ed Sherin
- Scritto da: Renè Balcer, Michael S. Chernuchin e Michael Duggan

### Trama
Logan e Cerreta indagano sull'omicidio di un consigliere comunale e scoprono che l'uomo era un omosessuale non dichiarato, e che era stato ricattato per coprire il segreto. L'uomo che ricattava il consigliere è stato arrestato, mentre l'unico testimone, anche lui ricattato, non vuole testimoniare. Anche il padre della vittima ostacola le indagini, per coprire il segreto del figlio.
- Nota. Il titolo originale dell'episodio Silence si riferisce ai tentativi fatti dal padre del consigliere di non rivelare il segreto del figlio.

## Imparzialità
- Titolo originale: The Working Staff
- Diretto da: Daniel Sackheim
- Scritto da: William N. Fordes e Robert Palm

### Trama
Logan e Cerreta indagano sulla strana morte di un noto broker di Wall Street, scoprendo che non si tratta di un suicidio, ma di omicidio. Inizialmente, sospettano del suo ex dipendente, ma si scopre che il colpevole è un altro, precisamente un amico di Adam Schiff.
- Nota. Questo è uno dei pochi episodi in cui il procuratore capo Adam Schiff condivide la scena con l'imputato apparendo nell'aula di tribunale.